# Cerkev sv. Trojice, Sankt Peterburg
Cerkev svete Trojice (rusko: Троицкий собор, Troitsky sobor; rusko: Троице-Измайловский собор – Troitse-Izmailovsky sobor) v Sankt Peterburgu v Rusiji, je pozni primer empir sloga, zgrajena med letoma 1828 in 1835 po načrtu Vasilija Stasova. Stoji južno od Admiraltete na Izmajlovskem prospektu, nedaleč od metro postaje Metnologičeski Institut.
Cerkev, ki lahko sprejme do 3000 vernikov, so po letih zanemarjanja začeli obnavljati v pred revolucionarnem sijaju. V čast zmage v rusko-turški vojni 1877–1878, ko so Rusi osvobodili Bolgarijo od osmanske prevlade, je bil leta 1886 postavljen spominski steber pred severno fasado cerkve. Postala je del Kraj svetovne dediščine Sankt Peterburg leta 1990.
25. avgusta 2006, ko so potekala obnovitvena dela, se je glavna kupola po požaru zrušila, prav tako ena od manjših kupol. Obnovljena in ponovno odprta je bila leta 2010.

## Zgodovina

### Zgodnja leta
Po ruski tradiciji je imel vsak polk cesarske straže svojo cerkev. Cerkev sv. Trojice je bila cerkev Izmailovskega polka carske straže, ki je ime dobila po kraljevi rezidenci v Izmailovu, blizu Moskve.
12. julija 1733 so v Sankt Peterburgu posvetili velik poljski šotor, ki je deloval kot cerkev, z ikonami, naslikanimi na temno modrem satenu. Vendar je cerkev delovala le poleti, pozimi pa so morali vojaki in častniki hoditi v druge župnijske cerkve. V letih 1754–1756 je bila na mestu zgrajena lesena cerkev po naročilu carice Elizabete. Cerkev je imela dva oltarja, glavni je bil posvečen sv. Trojici. Zaradi poplave leta 1824 je utrpela veliko škodo in jo je bilo treba obnoviti, delo je car Nikolaj I. Ruski poveril Vasiliju Stasovu.

### Gradnja sedanje cerkve
Gradnja nove cerkve se je začela maja 1828, posvečena je bila maja 1835. Cerkev se dviga več kot 80 metrov visoko in dominira nad obrisom okolice. Na stene so postavili spominske plošče vojakom, ubitim v bitkah. Po odprtju so bile v cerkvi tudi zastave, ključi utrdb in druge trofeje, ki jih je polk osvojil v pohodih 1854–1855 in 1877–1878.
Cerkev sv. Trojice je bila znana po svoji zbirki ikon. V glavnem delu cerkve je bila ikona Kristusovega rojstva, na južnem pa ikona Jezusa Kristusa. Carica Elizabeta je cerkev predstavila z ikono Začetek življenja Trojice leta 1742. Med drugimi sveti predmeti, ki so bili v cerkvi, je bil tudi velik lok, izdelan v obliki križa iz leta 1753 iz srebra, velik srebrni križ, ki ga je leta 1835 cerkvi podaril Nikolaj I. in dva velika evangelija v dragocenih vezavah.
Dostojevski se je 15. februarja 1867 tukaj poročil z Ano Snitkino.

### Po revoluciji
Leta 1922 so večino dragocenosti opustošili, kraja pa je nadaljevala še nekaj let, dokler cerkve niso leta 1938 dokončno zaprli. Pojavile so se govorice o načrtih za rušenje, material pa bi uporabili za gradnjo  okrožnega delavskega gledališča. Kakorkoli, cerkev je bila prenesena na sovjetsko ministrstvo za telekomunikacije, in postala je skladišče. Šele leta 1990 so jo vrnili v roke Ruske pravoslavne cerkve, ko se je začela obnova. Do takrat je bila notranjost v veliki meri gola, v primerjavi s sijajem in veličanstvom svoje pred revolucionarne preteklosti.

### Požar leta 2006
24. avgusta 2006, ko se je cerkev obnavljala, je požar, ki je nastal na restavratorskih odrih, podrl glavno kupolo, uničil eno od štirih manjših kupol in močno poškodoval notranjost.  Ogenj je nastal zaradi odrov zunaj osrednje kupole. Poročil o poškodbah ni bilo.
Gasilci so se borili, da bi rešili ostale tri kupole, ko so reševalci odstranili ikone in druge verske predmete. Helikopter je na zgodovinsko zgradbo vrgel vodo. Približno štiri ure po požaru je bila poškodovana ena od treh preostalih kupol, a požar je bil omejen.
Plamen se je očitno začel na odrih na zunanji strani cerkve, ki je bil v restavriranju. Shranjene so bile najdragocenejše ikone in drugi predmeti, strukturna škoda pod strešnim območjem je bila majhna. 
Pozneje so se gasilci trudili, da bi škodo omilili. Direktorat za nujne primere v Sankt Peterburgu je ovrgel poročila v medijih, ki so trdili, da sta bili uničeni vsaj dve kupoli. Guvernerka Valentina Matvijenko se je zavezala, da bo v najkrajšem možnem času obnovila cerkev in se zavezala, da bo tisto leto namenila 30 milijonov rubljev (1,12 milijona dolarjev) za priprave na obnovo stolnice. Restavriranje je bilo zaključeno, cerkev pa je bila ponovno odprta leta 2010.